# SWEET DAYS/DERRINGER
「SWEET DAYS/DERRINGER」（スウィート デイズ/デリンジャー)は、日本のバンドBLANKEY JET CITYの13枚目のシングルである。1998年11月18日発売。発売元はユニバーサルミュージック。

## 解説
両A面シングル。ジャケットは12cmだがディスクは8cmとなっている。
SWEET DAYSは、ブランキー史上一二を争う爽やかな曲だと浅井健一は語る。
照井は、SWEET DAYS、浅井と中村はDERRINGERの方が好み。
初回限定盤のみデジパック仕様。

## 収録曲
1. SWEET DAYS(3:49)
作詞：KENICHI ASAI／作曲：TOSHIYUKI TERUI・KENICHI ASAI／編曲：BLANKEY JET CITY
NHK総合「ポップジャム」オープニング曲。
2. DERRINGER(4:55)
作詞・作曲：KENICHI ASAI／編曲：BLANKEY JET CITY

## 収録アルバム

### SWEET DAYS
- オリジナル『Harlem Jets』（2000年5月10日）
- ライブ『LAST DANCE』（2000年9月20日）
- ベスト『Blankey Jet City 1997-2000』（2000年10月25日）
- ベスト『COMPLETE SINGLE COLLECTION 『SINGLES』』（2013年3月27日）

### DERRINGER
- オリジナル『Harlem Jets』（2000年5月10日）
- ライブ『LAST DANCE』（2000年9月20日）
- ベスト『COMPLETE SINGLE COLLECTION 『SINGLES』』（2013年3月27日）

## タイアップ
- SWEET DAYS：NHK総合「ポップジャム」オープニングテーマ。